# Achradina
Achradina – dzielnica miasta Syrakuzy we Włoszech na wyspie Sycylia, w jego wschodniej części. W starożytności był jednym z pięciu miast sąsiadujących ze sobą lecz oddzielonych od siebie murem. Były to miasta: Achradina, Epipolae, Neapolis, Ortygia, i Tyche. Razem niekiedy były zwane pod nazwą Pentapolis.
W mieście znajdowała się agora, świątynia Zeusa Olimpijskiego, palestra i gimnazjon.
W południowej części miasta na terenie skalistego tarasu, gdzie znajdowały się kamieniołomy, w okresie drugiej wojny punickiej grecki filozof i matematyk Archimedes bronił miasta przed Marcellusem. Kierował pracami inżynieryjnymi przy obronie Syrakuz.